# Circonscription électorale de Niigata
La circonscription électorale de Niigata (新潟県選挙区, Niigata-ken senkyo-ku) est une subdivision électorale de la Chambre des conseillers du Japon, représentant la préfecture de Niigata. Deux conseillers y sont élus au scrutin uninominal majoritaire à un tour.

## Conseillers
| Série 1                           | Série 1                           | Série 1                         | Série 1                         | Élection                    | Série 2                           | Série 2                          | Série 2                         | Série 2                         |
| 1er (1947 : 1er, mandat de 6 ans) | 1er (1947 : 1er, mandat de 6 ans) | 2e (1947 : 2e, mandat de 6 ans) | 2e (1947 : 2e, mandat de 6 ans) | Élection                    | 1er (1947 : 3e, mandat de 3 ans)  | 1er (1947 : 3e, mandat de 3 ans) | 2e (1947 : 4e, mandat de 3 ans) | 2e (1947 : 4e, mandat de 3 ans) |
| --------------------------------- | --------------------------------- | ------------------------------- | ------------------------------- | --------------------------- | --------------------------------- | -------------------------------- | ------------------------------- | ------------------------------- |
|                                   | Bunkichi Tamura (ja) (Ind.)       |                                 | Kyōhei Shimojō (ja) (PSJ)       | 1947                        |                                   | Kazuo Kitamura (ja) (PLJ)        |                                 | Yoshio Fujita (ja) (Ind.)       |
| 1950                              | Bunkichi Tamura (ja) (Ind.)       |                                 | Kyōhei Shimojō (ja) (PSJ)       | Kazuo Kitamura (PL)         |                                   | Toshiei Kiyosawa (ja) (PSJ)      |                                 |                                 |
|                                   | Bunkichi Tamura (Ryokufūkai)      |                                 | Yaheiji Saikawa (ja) (PL)       | Kazuo Kitamura (PL)         | 1953                              | Toshiei Kiyosawa (ja) (PSJ)      |                                 |                                 |
| ,1955                             | Bunkichi Tamura (Ryokufūkai)      |                                 | Yaheiji Saikawa (ja) (PL)       | Makie Koyanagi (ja) (PDJ)   |                                   | Toshiei Kiyosawa (ja) (PSJ)      |                                 |                                 |
| 1956                              | Bunkichi Tamura (Ryokufūkai)      |                                 | Yaheiji Saikawa (ja) (PL)       | Toshiei Kiyosawa (PSJ)      |                                   | Makie Koyanagi (PLD)             |                                 |                                 |
|                                   | Yoshio Satō (ja) (PLD)            |                                 | Gorō Takeuchi (ja) (PSJ)        | Toshiei Kiyosawa (PSJ)      | 1959                              | Makie Koyanagi (PLD)             |                                 |                                 |
| 1962                              | Yoshio Satō (ja) (PLD)            |                                 | Gorō Takeuchi (ja) (PSJ)        | Makie Koyanagi (PLD)        |                                   | Zentarō Sugiyama (ja) (PSJ)      |                                 |                                 |
| 1965                              | Yoshio Satō (ja) (PLD)            |                                 | Gorō Takeuchi (ja) (PSJ)        | Makie Koyanagi (PLD)        |                                   | Zentarō Sugiyama (ja) (PSJ)      |                                 |                                 |
| Takashi Satō (ja) (PLD)           | 1967,                             |                                 | Gorō Takeuchi (ja) (PSJ)        | Makie Koyanagi (PLD)        |                                   | Zentarō Sugiyama (ja) (PSJ)      |                                 |                                 |
| Takashi Satō (ja) (PLD)           | 1968                              |                                 | Gorō Takeuchi (ja) (PSJ)        | Makoto Matsui (ja) (PSJ)    |                                   | Jūichirō Tsukada (ja) (Ind.)     |                                 |                                 |
| Takashi Satō (ja) (PLD)           | Zentarō Sugiyama (PSJ)            | 1971                            |                                 | Makoto Matsui (ja) (PSJ)    |                                   | Jūichirō Tsukada (ja) (Ind.)     |                                 |                                 |
| Takashi Satō (ja) (PLD)           | Zentarō Sugiyama (PSJ)            | ,1972                           |                                 | Takeo Kimi (ja) (PLD)       |                                   | Jūichirō Tsukada (ja) (Ind.)     |                                 |                                 |
| Takashi Satō (ja) (PLD)           | Zentarō Sugiyama (PSJ)            | 1974                            | Shirō Watari (ja) (PLD)         |                             | Yutaka Shitoma (ja) (PSJ)         |                                  |                                 |                                 |
| Jūichirō Tsukada (PLD)            | Zentarō Sugiyama (PSJ)            | 1976,                           | Shirō Watari (ja) (PLD)         |                             | Yutaka Shitoma (ja) (PSJ)         |                                  |                                 |                                 |
| Jūichirō Tsukada (PLD)            | Zentarō Sugiyama (PSJ)            | ,1977                           | Shin Hasegawa (ja) (PLD)        |                             | Yutaka Shitoma (ja) (PSJ)         |                                  |                                 |                                 |
| Jūichirō Tsukada (PLD)            | Masao Yoshida (ja) (PSJ)          | 1977                            | Shin Hasegawa (ja) (PLD)        |                             | Yutaka Shitoma (ja) (PSJ)         |                                  |                                 |                                 |
| Jūichirō Tsukada (PLD)            | Masao Yoshida (ja) (PSJ)          | 1980                            | Shin Hasegawa (ja) (PLD)        |                             | Yutaka Shitoma (ja) (PSJ)         |                                  |                                 |                                 |
| Yoshio Yoshikawa (ja) (PLD)       | Toshio Inamura (ja) (PSJ)         | 1983                            | Shin Hasegawa (ja) (PLD)        |                             | Yutaka Shitoma (ja) (PSJ)         |                                  |                                 |                                 |
| Yoshio Yoshikawa (ja) (PLD)       | Toshio Inamura (ja) (PSJ)         | 1986                            | Shin Hasegawa (ja) (PLD)        |                             | Yutaka Shitoma (ja) (PSJ)         |                                  |                                 |                                 |
| Yoshio Yoshikawa (ja) (PLD)       | Toshio Inamura (ja) (PSJ)         | ,1989                           | Shin Hasegawa (ja) (PLD)        | Kinuko Ōfuchi (ja) (PSJ)    |                                   |                                  |                                 |                                 |
|                                   | Toshio Inamura (PSJ)              |                                 | Shin Hasegawa (ja) (PLD)        | Kinuko Ōfuchi (ja) (PSJ)    | Yoshio Yoshikawa (PLD)            | 1989                             |                                 |                                 |
| ,1990                             | Toshio Inamura (PSJ)              | Kazuo Majima (ja) (PLD)         |                                 | Kinuko Ōfuchi (ja) (PSJ)    | Yoshio Yoshikawa (PLD)            |                                  |                                 |                                 |
| 1992                              | Toshio Inamura (PSJ)              | Kazuo Majima (ja) (PLD)         |                                 | Kinuko Ōfuchi (ja) (PSJ)    | Yoshio Yoshikawa (PLD)            |                                  |                                 |                                 |
|                                   | Yoshio Yoshikawa (PLD)            | Kazuo Majima (ja) (PLD)         |                                 | Kinuko Ōfuchi (ja) (PSJ)    | Michio Hasegawa (ja) (Shinshintō) | 1995                             |                                 |                                 |
| 1998                              | Yoshio Yoshikawa (PLD)            |                                 | Naoki Tanaka (Ind.)             |                             | Michio Hasegawa (ja) (Shinshintō) | Kinuko Ōfuchi (PSD)              |                                 |                                 |
| Kazuo Majima (PLD)                |                                   | Yūko Mori (PL)                  | Naoki Tanaka (Ind.)             | 2001                        |                                   | Kinuko Ōfuchi (PSD)              |                                 |                                 |
|                                   | Takahiro Kuroiwa (ja) (Ind.)      | Yūko Mori (PL)                  | Naoki Tanaka (Ind.)             | 2002,                       |                                   | Kinuko Ōfuchi (PSD)              |                                 |                                 |
| 2004                              | Takahiro Kuroiwa (ja) (Ind.)      | Yūko Mori (PL)                  |                                 | Masamichi Kondō (ja) (Ind.) |                                   | Naoki Tanaka (PLD)               |                                 |                                 |
|                                   | Ichirō Tsukada (ja) (PLD)         |                                 | Yūko Mori (PDJ)                 | Masamichi Kondō (ja) (Ind.) | 2007                              | Naoki Tanaka (PLD)               |                                 |                                 |
| 2010                              | Ichirō Tsukada (ja) (PLD)         |                                 | Yūko Mori (PDJ)                 | Naoki Tanaka (PDJ)          | Yaichi Nakahara (ja) (PLD)        |                                  |                                 |                                 |
| Naoki Kazama (ja) (PDJ)           | Ichirō Tsukada (ja) (PLD)         | 2013                            |                                 | Naoki Tanaka (PDJ)          | Yaichi Nakahara (ja) (PLD)        |                                  |                                 |                                 |
| Naoki Kazama (ja) (PDJ)           | Ichirō Tsukada (ja) (PLD)         | 2016                            |                                 | Yūko Mori (Ind.)            | –                                 | –                                |                                 |                                 |
|                                   | Sakura Uchikoshi (Ind.)           | –                               | –                               | Yūko Mori (Ind.)            | –                                 | –                                | 2019                            |                                 |
| 2022                              | Sakura Uchikoshi (Ind.)           | –                               | –                               |                             | –                                 | –                                | Kazuhiro Kobayashi (ja) (PLD)   |                                 |
|                                   | Sakura Uchikoshi (PDC)            | –                               | –                               | 2025                        | –                                 | –                                | Kazuhiro Kobayashi (ja) (PLD)   |                                 |